# Michelle Duff
Michelle Ann Duff geboren als Michael Alan Duff (Toronto, 13 december 1939 – Liverpool (Nova Scotia), 23 juli 2025) was een motorcoureur. Zijn beste seizoen was 1965, toen hij tweede werd in de 250 cc klasse, vierde in de 125 cc klasse en elfde (met slechts één race) in de 500 cc klasse. Hij was de eerste Noord-Amerikaan die een WK-race wist te winnen.

## Jeugd
Mike Duff kreeg op zijn dertiende interesse in motorfietsen en vertelde op school dat hij er zelfs op reed. Om zijn gezicht te redden ten opzichte van zijn klasgenoten “leende” hij de 
BSA C12 van zijn oudere broer en reed ermee langs de school. Dat werd zowel door zijn ouders als zijn broer niet op prijs gesteld en al snel kocht Mike zijn eigen Triumph Tiger en daarna een raceversie van de Tiger, de T100GP. Op zijn vijftiende tekenden zijn ouders voor de aanvraag van een racelicentie en in het voorjaar van 1955 begon de racecarrière van Mike Duff.

## Racecarrière

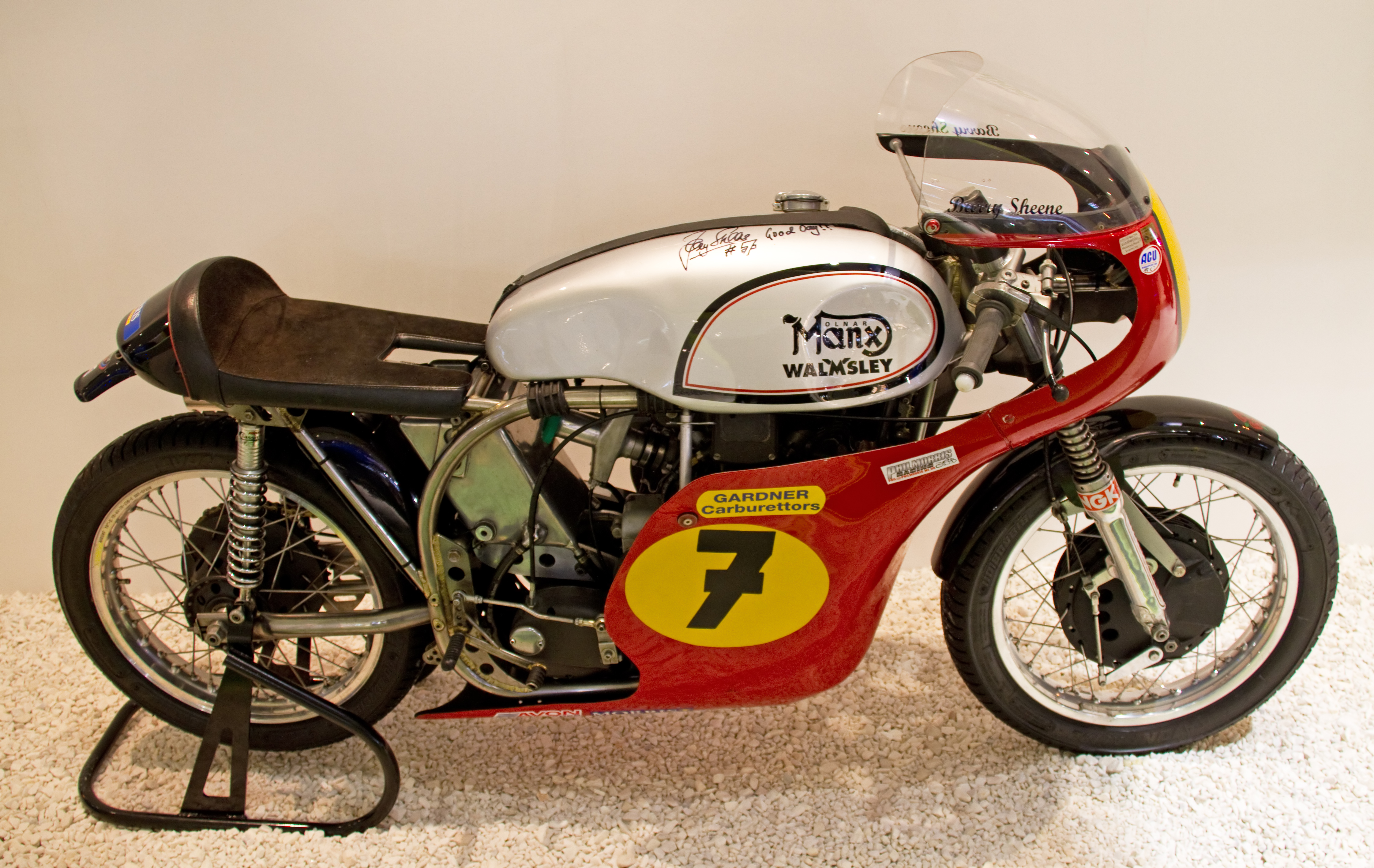
Norton Manx

In 1957 werd de Triumph vervangen door een Norton Manx en in de drie jaren erna racete Mike ermee in regionale wedstrijden in Canada. In december 1959 boekte Mike een bootpassage naar Liverpool, terwijl de motorfiets naar de Norton-fabriek in Birmingham werd gestuurd om opgewaardeerd te worden naar de specificaties van 1960. 

### Wereldkampioenschap wegrace

#### 1960
Mike nam onder andere deel aan de TT van Man en een aantal andere races, maar na een val in Oulton Park ging hij gedesillusioneerd terug naar huis. 

#### 1961

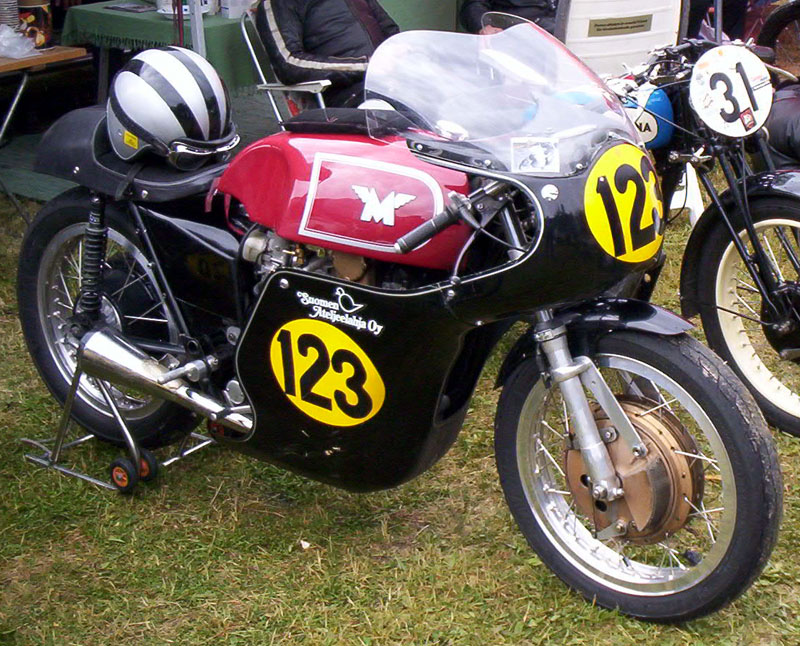
Matchless G50

Na een half jaar in een fabriek in Toronto gewerkt te hebben was het enthousiasme voor het racen echter terug. Voor het seizoen van 1961 kocht hij een Matchless G50 én een AJS 7R “Boy Racer”. De machines werden beide geproduceerd onder verantwoordelijkheid van Associated Motor Cycles en waren feitelijk (op de cilinderinhoud na) identiek. In dat jaar werd hij vijftiende in de Junior TT (350 cc) van Man en veertiende in de Senior TT (500 cc). In de Grand Prix van België op Spa-Francorchamps werd hij als privérijder vierde achter Gary Hocking (MV Agusta), Mike Hailwood (Norton) en Bob McIntyre (Norton). Aan het einde van 1961 reed hij nog een aantal races in Finland en Zweden. 

#### 1962
In 1962 werd Duff uitgenodigd door Tom Arter om de AMC fabrieksracers te testen samen met Hugh Anderson. Daardoor kon hij vijfde worden in de Junior TT. In de Senior TT viel hij op een tweede plaats liggend uit met een gebroken krukas. 

#### 1963, eerste podium
In 1963 begon Mike Duff aan het seizoen in de GP van Spanje, waar hij met een Bultaco TSS 125 zesde werd. Verder nam hij deel aan de TT van Man en de Ulster Grand Prix, waar hij met de AJS en met de Matchless punten scoorde. Het Oost-Duitse merk MZ bood hem voor de GP van de DDR een MZ RE 125 aan. Daarmee finishte hij als vijfde, maar nu hij er toch was scoorde hij ook en de 350- en de 500cc-klasse en reisde hij ook door naar de Finse Grand Prix. Met een derde plaats in de 500cc-race scoorde hij daar zijn eerste podiumplaats.

#### 1964: eerste overwinning

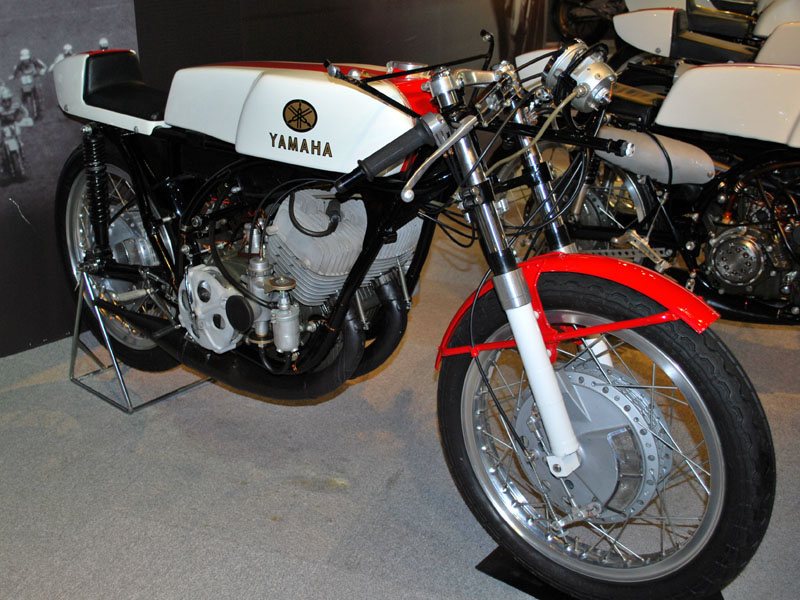
Yamaha RD 56

In 1964 ging Mike Duff als een van de weinige privérijders naar de GP van de USA op de Daytona International Speedway. Voor zijn Europese collega's was de reis veel te duur en bovendien viel de race veel te vroeg, al op 2 februari. Hij moest wel met een Norton Manx aantreden, waarschijnlijk omdat zijn Matchless nog in Engeland bij Tom Arter stond. Hij finishte als vierde in Amerika. In de Junior TT werd hij met de AJS derde en in de 250 cc TT reed hij met een Cotton, waarmee hij uitviel. Tijdens TT van Assen trad hij voor het eerst aan als gastrijder voor Yamaha ter ondersteuning van beoogd wereldkampioen Phil Read. Hij moest zich met de luchtgekoelde tweecilinder Yamaha RD 56 tevreden stellen met de vijfde plaats. Toen eerste rijder Phil Read in de 250cc-Grand Prix van België uitviel, reed Duff echter de snelste ronde en won de race. Daarmee pakte hij belangrijke punten af van Honda-rijder Jim Redman én was hij de eerste Noord-Amerikaan die een WK-race won. Hij werd tweede in de 350cc-Ulster Grand Prix. In de 500cc-race van de GP van Finland reed hij de snelste ronde, maar hij werd tweede achter Jack Ahearn. In de GP des Nations werd hij vierde in de 500cc-race en vijfde in de 350cc-race, maar hij trad nu ook weer aan met de 250cc-Yamaha. Hij reed daar de snelste ronde mee. Hij bleef echter achter teamgenoot Phil Read en nipt voor Jim Redman, waardoor Read zeker was van zijn wereldtitel. Nu de wereldtitel voor Yamaha binnen was liet men zowel Read als Duff tijdens de GP van Japan thuis en liet men de RD 56's besturen door Japanse testrijders. Aan het eind van het jaar werd Mike Duff naar Japan geroepen om een contract als fabrieksrijder te ondertekenen.

#### 1965
Hij concentreerde zich in het seizoen 1965 vrijwel uitsluitend op de 250cc-Yamaha. Met de AJS en de Matchless startte hij alleen in de TT van Man. Bij de openingsrace, de GP van de Verenigde Staten werd hij tweede achter Phil Read. In de Duitse Grand Prix werden Read en Duff ook eerste en tweede, maar in de GP van Spanje werd hij derde achter Read en Bultaco-rijder Ramón Torras. In de Lightweight 250 TT viel Read uit, maar Redman won en Duff werd tweede. Daar verscheen ook de watergekoelde 125cc-tweecilinder Yamaha RA 97, waarmee Read de Lightweight 125 TT won en Duff derde werd. Tijdens de TT van Assen werd Duff derde in de 250cc-race maar hij won met de RA 97 de 125cc-race, in afwezigheid van Read, wiens machine aan Bill Ivy was gegeven. Hierna werden de toch redelijk succesvolle RA 97's terug naar Japan gestuurd en was het 125cc-avontuur voorbij. Mike Duff werd derde in de 250cc-GP van België. Yamaha stuurde hem echter niet naar de GP van de DDR, waarschijnlijk om hem intussen op het Snetterton Motor Racing Circuit te laten testen met de nieuwe, watergekoelde 250cc-viercilinder Yamaha RD 05. Vervelend voor Duff was dat Jim Redman nu in de WK-stand op gelijke hoogte kwam. Nadat Duff in de GP van Tsjecho-Slowakije achter Read tweede werd, stond hij weer voor Redman, maar die vormde nog de enige theoretische bedreiging voor Read's titel. Door de streepresultaten kon Mike Duff nog op 50 punten komen, maar Redman op 56. Read had op dit moment 54 punten. In de 350cc-race van de Ulster Grand Prix brak Redman echter een sleutelbeen, waardoor Read zeker was van de wereldtitel. Read won desondanks de 250cc-race voor Mike Duff. Read startte niet in de GP van Finland, waar Duff de 250cc-race won. In de GP des Nations kreeg Read de nieuwe RD 05, maar hij kreeg veel problemen en werd slechts zevende. Duff viel met de RD 56 uit. Tijdens zijn eerste trainingen met de RD 05 kwam Mike Duff ten val. Hij brak zijn bekken en een heupgewricht. Toch werd hij uiteindelijk tweede in het 250cc-kampioenschap, maar hij moest zes maanden revalideren. 

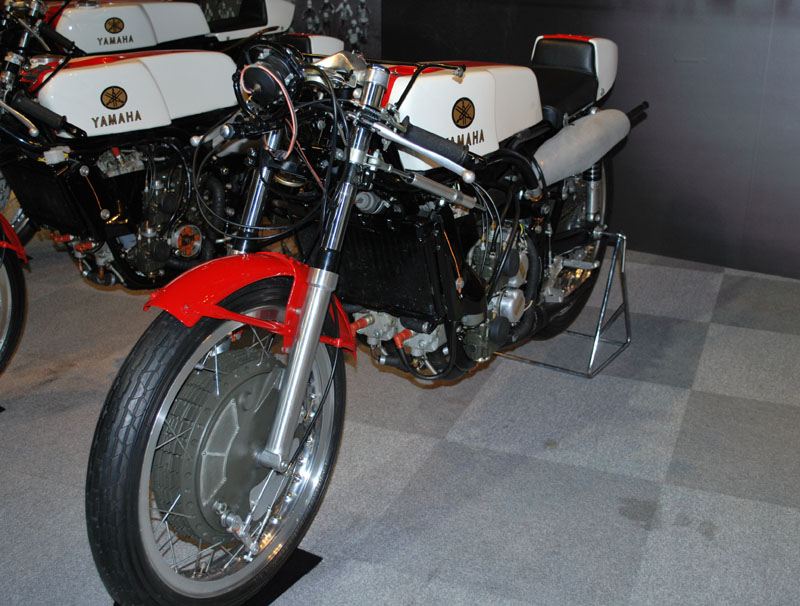
Yamaha RD 05

#### 1966
Door zijn blessures moest hij een groot deel van het seizoen 1966 aan zich voorbij laten gaan. Pas eind juni, tijdens de TT van Assen, kwam hij weer aan de start. Yamaha had intussen ingezet op Phil Read en Bill Ivy, die met de 250cc-RD 05 en de 125cc-RA 97 geen vuist konden maken tegen de 250cc-zescilinder Honda RC 166 en de 125cc-vijfcilinder Honda RC 149. Mike Duff kon in Assen overigens ook geen goede prestatie neerzetten: hij was nog lang niet echt fit. Hij merkte dat hij zich door zijn bekkenprobleem een andere zithouding moest aanmeten en kreeg van Yamaha niet de RD 05 maar de "oude" RD 56. Hij sloot het seizoen af als negende in de 250cc-klasse en als tiende in de 125cc-klasse. 

#### 1967
In 1967 was hij nog steeds privérijder op de 350cc-AJS en de 500cc-Matchless, die hij voor Tom Arter bestuurde. hij realiseerde zich dat een profcontract er niet meer in zat, ondanks zijn werk voor AMC. hij ging terug naar Canada om aan de Canadese Grand Prix mee te doen. Daar werd hij derde achter Mike Hailwood en Giacomo Agostini.
In 1968 vertrok Duff naar Californië, maar hij bleef in Canada en de Verenigde Staten racen. hij behaalde een derde plaats in de Daytona 200. In 1969 won hij het “Eastern Canadian Championship” en een groot aantal races in het oosten van Canada. Aan het einde van dat jaar stopte hij voorgoed met racen.

## Privéleven
In 1963 trouwde Michelle Duff (dan nog Mike Duff) met de Finse Maj-Britt Kristina. Eind 1963 kregen ze een zoon: Anthony Michael. Eind 1964 werd dochter Jacqueline Kristina geboren. In 1967 scheidde Michelle van Maj-Britt. hij vertrok met de kinderen naar Californië om als redacteur te gaan werken voor Cycle World Magazine. Eind 1969 werd Michelle Duff dealer van Yamaha motorfietsen en sneeuwscooters. hij was intussen getrouwd met zijn tweede vrouw, Carol. In 1972 werd hun zoon Christopher Alan geboren. In 1978 voorzag hij een terugval in de motorfietsverkopen en hij opende een werkplaats waar hij ging werken voor andere dealers in de omgeving van Toronto.

### Geslachtsverandering
Aan het begin van 1984, na veel jaren van emotionele pijn en frustratie, sloot Mike Duff zijn werkplaats, scheidde van Carol en ging in een buitenwijk van Toronto als vrouw leven onder de naam Michelle Ann Duff. Ze onderging een aantal geslachtsveranderende operaties, die in 1987 voltooid waren.

### Boeken
In 1996 voltooide ze ook haar eerste boek “Make Haste, Slowly”. Dit gaat voornamelijk over haar racecarrière. In het voorjaar van 2000 verhuisde ze naar de wildernis van Centraal Ontario. Daar kocht ze een huisje en een stuk land vol met rotsen, bomen en bosjes. In 2005 publiceerde ze een kinderboek over een motorfiets, getiteld “Serial Number 6218”. Vanaf december 2005 ging Michelle zich voornamelijk bezighouden met schrijven. In 2009 publiceerde ze twee nieuwe boeken: "Mikita, a legacy earned", geïnspireerd op haar leven met de dieren en de natuur, en "Five Cats, One Dog, A Motorcycle and A Lady in a Hot Pink Jacket", achttien verhalen voor kinderen. Daarnaast schreef ze de "Wolf Series", drie romans waarin wolven een belangrijke rol spelen.

## Classic races en demo's
Ferry Brouwer was een van de initiatiefnemers van de Centennial TT in Assen in 1998. Hij nodige oud-coureurs uit de hele wereld uit, maar Michelle Duff niet. Nadat ze hem haar teleurstelling had laten blijken kwam de uitnodiging meteen: Brouwer twijfelde of ze erbij wilde zijn, maar dat was dus wel zo. Duff had de deelnemerslijst gezien en wist dat ze sneller was dan velen van hen. Brouwer nodigde Michelle Duff in 2007 uit voor een demonstratie van een paar Yamaha-racemotoren tijdens de Parade of Champions bij de TT van Man. Michelle was intussen 68 jaar en moest trainen om hieraan mee te kunnen doen. Ze reed de Yamaha RA 97 met negen versnellingen en de 250cc-viercilinder Yamaha RD 05 met acht versnellingen. Hierna vroeg Brouwer haar voor nog meer demonstratieraces in Spa-Francorchamps, de Sachsenring en in Schotten (Duitsland). Voor 2008 waren de plannen van Ferry Brouwer en Michelle Duff ongeveer gelijk, maar tijdens een demonstratie in Spa-Francorchamps viel Michelle tijdens het wisselen van motorfiets in de pit. Ze had twee gebroken ribben, een aantal kneuzingen, een gedeeltelijke klaplong, vloeistof in de longen en een schedelfractuur. Hierna besloot ze het racen en de demonstraties voortaan te laten. 
Duff overleed op 23 juli 2025 op 85-jarige leeftijd in een verzorgingstehuis in Nova Scotia.

## Wereldkampioenschap wegrace resultaten
(Races in cursief geven de snelste ronde aan, punten (tussen haakjes) zijn inclusief streepresultaten)
| Jaar | Klasse | Team   | Motorfiets              | 1       | 2       | 3       | 4       | 5       | 6       | 7       | 8       | 9       | 10      | 11      | 12      | 13      | Punten  | Plaats                                            | Overwinningen                      |                                                   | Wereldkampioen |
| ---- | ------ | ------ | ----------------------- | ------- | ------- | ------- | ------- | ------- | ------- | ------- | ------- | ------- | ------- | ------- | ------- | ------- | ------- | ------------------------------------------------- | ---------------------------------- | ------------------------------------------------- | -------------- |
| 1960 | 500 cc | Privé  | Norton 30M              | FRA -   | IOM DNF | NED -   | BEL -   | DUI -   | ULS -   | NAT -   |         |         |         |         |         |         | 0       | -                                                 | 0                                  | John Surtees, MV Agusta 500 4C                    |                |
| 1961 | 350 cc | Privé  | AJS 7R                  |         | DUI -   |         | IOM 15  | NED -   |         | DDR -   | ULS 6   | NAT -   | ZWE 6   |         |         |         | 2       | 17e                                               | 0                                  | Gary Hocking, MV Agusta 350 4C / MV Privat 350 4C |                |
| 1961 | 500 cc | Privé  | Arter-Matchless G50     |         | DUI -   | FRA -   | IOM 14  | NED -   | BEL 4   | DDR -   | ULS 10  | NAT -   | ZWE 5   | ARG -   | 5       | 10e     | 0       | Gary Hocking, MV Agusta 500 4C / MV Privat 500 4C |                                    |                                                   |                |
| 1962 | 350 cc | Privé  | AJS 7R                  |         |         | IOM 5   | NED 9   |         |         | ULS 6   | DDR 5   | NAT -   | FIN DNF |         | 5       | 9e      | 0       | Jim Redman, Honda RC 170 / RC 171                 |                                    |                                                   |                |
| 1962 | 500 cc | Privé  | Arter-Matchless G50     |         |         | IOM DNF | NED DNF | BEL DNF |         | ULS DNF | DDR 8   | NAT -   | FIN -   | ARG -   | 0       | -       | 0       | Mike Hailwood, MV Agusta 500 4C                   |                                    |                                                   |                |
| 1963 | 125 cc | Privé  | Bultaco                 | SPA 6   | DUI -   | FRA -   | IOM DNF | NED -   | BEL -   | ULS -   |         | FIN -   | NAT -   | ARG -   | JAP -   |         | 3       | 16e                                               | 0                                  | Hugh Anderson, Suzuki RT 63 / RT 64               |                |
| 1963 | 125 cc | MZ     | MZ RE 125               |         |         |         |         |         |         |         | DDR 5   |         |         |         |         |         | 3       | 16e                                               | 0                                  | Hugh Anderson, Suzuki RT 63 / RT 64               |                |
| 1963 | 350 cc | Privé  | AJS 7R                  |         | DUI -   |         | IOM 6   | NED -   |         | ULS 4   | DDR 6   | FIN -   | NAT -   |         | JAP -   | 5       | 10e     | 0                                                 | Jim Redman, Honda RC 171           |                                                   |                |
| 1963 | 500 cc | Privé  | Arter-Matchless G50     |         |         |         | IOM 4   | NED -   | BEL -   | ULS 6   | DDR 4   | FIN 3   | NAT -   | ARG -   |         | 11      | 6e      | 0                                                 | Mike Hailwood, MV Agusta 500 4C    |                                                   |                |
| 1964 | 250 cc | Privé  | Cotton                  | VST -   | SPA -   | FRA -   | IOM DNF |         |         |         |         |         |         |         |         | 20      | 4e      | 1                                                 | Phil Read, Yamaha RD 56            |                                                   |                |
| 1964 | 250 cc | Yamaha | Yamaha RD 56            |         |         |         |         | NED 5   | BEL 1   | DUI 3   | DDR -   | ULS -   |         | NAT 2   | JAP -   | 20      | 4e      | 1                                                 | Phil Read, Yamaha RD 56            |                                                   |                |
| 1964 | 350 cc | Privé  | AJS 7R                  |         |         |         | IOM 3   | NED 5   |         | DUI 3   | DDR 3   | ULS 2   | FIN 5   | NAT 5   | JAP -   | 20 (24) | 3e      | 0                                                 | Jim Redman, Honda RC 172           |                                                   |                |
| 1964 | 500 cc | Privé  | Norton 30M              | VST 4   |         |         |         |         |         |         |         |         |         |         |         |         | 18      | 4e                                                | 0                                  | Mike Hailwood, MV Agusta 500 4C                   |                |
| 1964 | 500 cc | Privé  | Arter-Matchless G50     |         |         |         | IOM DNF | NED DNF | BEL DNF | DUI -   | DDR 2   | ULS DNF | FIN 2   | NAT 4   |         |         | 18      | 4e                                                | 0                                  | Mike Hailwood, MV Agusta 500 4C                   |                |
| 1965 | 125 cc | Yamaha | Yamaha RA 97            | VST -   | DUI -   | SPA -   | FRA -   | IOM 3   | NED 1   |         | DDR DNS | TSL DNS | ULS DNS | FIN DNS | NAT DNS | JAP DNS | 12      | 7e                                                | 1                                  | Hugh Anderson, Suzuki RT 65                       |                |
| 1965 | 250 cc | Yamaha | Yamaha RD 56            | VST 2   | DUI 2   | SPA 3   | FRA -   | IOM 2   | NED 3   | BEL 3   | DDR -   | TSL 2   | ULS 2   | FIN 1   | NAT DNF | JAP DNS | 42 (50) | 2e                                                | 1                                  | Phil Read, Yamaha RD 56 / RD 05                   |                |
| 1965 | 350 cc | Privé  | AJS 7R                  |         | DUI -   |         |         | IOM DNF | NED -   |         | DDR -   | TSL -   | ULS -   | FIN -   | NAT -   | JAP -   | 0       | -                                                 | 0                                  | Jim Redman, Honda 2RC 172                         |                |
| 1965 | 500 cc | Privé  | Arter-Matchless G50     | VST -   | DUI -   |         |         | IOM 3   | NED -   | BEL -   | DDR -   | TSL -   | ULS -   | FIN -   | NAT -   |         | 4       | 13e                                               | 0                                  | Mike Hailwood, MV Agusta 500 4C                   |                |
| 1966 | 125 cc | Yamaha | Yamaha RA 97            | SPA DNS | DUI DNS |         | NED 6   |         | DDR -   | TSL -   | FIN -   | ULS -   | IOM 4   | NAT -   | JAP -   |         | 4       | 10e                                               | 0                                  | Luigi Taveri, Honda RC 149                        |                |
| 1966 | 250 cc | Yamaha | Yamaha RD 56            | SPA DNS | DUI DNS | FRA DNS | NED -   | BEL 5   | DDR 3   | TSL 4   | FIN -   | ULS DNF | IOM DNF | NAT 12  | JAP -   | 9       | 9e      | 0                                                 | Mike Hailwood, Honda RC 166        |                                                   |                |
| 1966 | 500 cc | Privé  | Arter-Matchless G50     |         | DUI -   |         | NED -   | BEL -   | DDR -   | TSL -   | FIN -   | ULS -   | IOM DNF | NAT -   |         | 0       | -       | 0                                                 | Giacomo Agostini, MV Agusta 500 3C |                                                   |                |
| 1967 | 350 cc | Privé  | Aermacchi Ala d'Oro 350 |         | DUI -   |         | IOM DNF | NED DNF |         | DDR -   | TSL -   |         | ULS -   | NAT -   |         | JAP -   | 0       | -                                                 | 0                                  | Mike Hailwood, Honda RC 174                       |                |
| 1967 | 500 cc | Privé  | Arter-Matchless G50     |         | DUI 8   |         | IOM DNF | NED 14  | BEL DNF | DDR -   | TSL DNF | FIN -   | ULS -   | NAT -   | CAN 3   |         | 4       | 11e                                               | 0                                  | Giacomo Agostini, MV Agusta 350 3C                |                |